# Livia Țicanu
Livia Țicanu (4 de agosto de 1964) es una deportista rumana que compitió en remo. Ganó tres medallas en el Campeonato Mundial de Remo entre los años 1985 y 1987.

## Palmarés internacional
| Campeonato Mundial | Campeonato Mundial       | Campeonato Mundial | Campeonato Mundial |
| Año                | Lugar                    | Medalla            | Prueba             |
| ------------------ | ------------------------ | ------------------ | ------------------ |
| 1985               | Malinas (Bélgica)        | Medalla de bronce  | Ocho con timonel   |
| 1986               | Nottingham (Reino Unido) | Medalla de bronce  | Ocho con timonel   |
| 1987               | Copenhague (Dinamarca)   | Medalla de oro     | Ocho con timonel   |